# Catedral de Chioggia
A catedral de Santa Maria Assunta é o principal local de culto de Chioggia, igreja matriz da diocese homónima. É um monumento nacional italiano.

## História
Sabe-se que após a transferência do bispado de Malamocco (1110), a igreja que havia sido construída ao sul da cidade, perto da Porta di Santa Maria, por volta de 1090, foi utilizada como catedral. A Catedral de Chioggia, dedicada a Santa Maria da Assunção , foi construída no local de uma antiga igreja dedicada a Maria que provavelmente data do século VIII e é mencionada por volta de 1000 d.C.

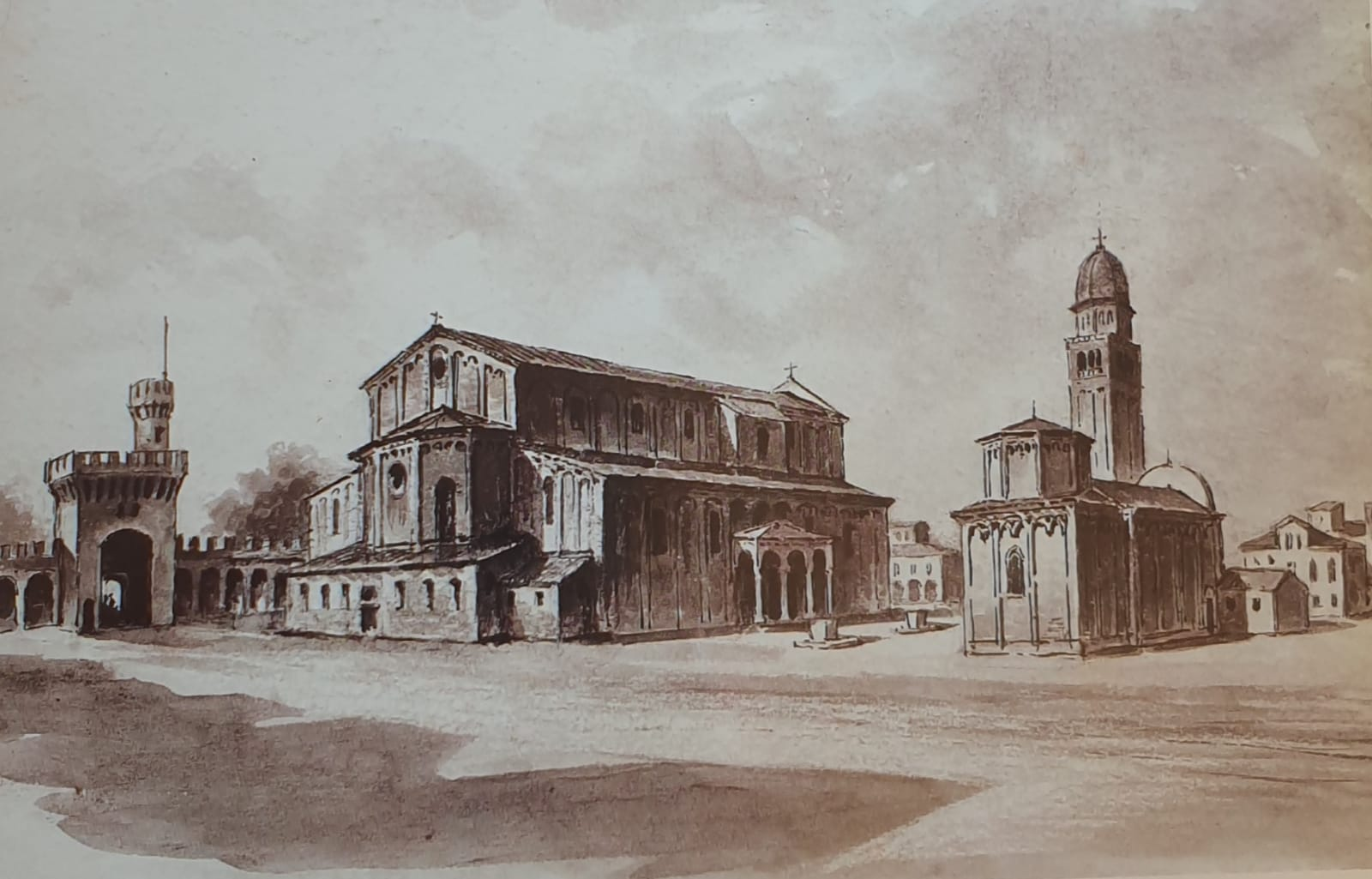
Reconstrução gráfica de A. Naccari

De estilo românico, com entrada principal a poente e presbitério a nascente, albergava diversas obras de valor. No entanto, foi destruído por um incêndio na noite entre o Natal e o dia de Santo Estêvão em 1623, por razões nunca totalmente esclarecidas.